# Szczeczynowo
Szczeczynowo (biał. Шчачынова; ros. Щечиново) – wieś na Białorusi, w obwodzie grodzieńskim, w rejonie grodzieńskim, w sielsowiecie Putryszki, nad Niemnem. Sąsiaduje z Grodnem.
Na Niemnie w Szczeczynowie znajduje się Grodzieńska Elektrownia Wodna.

## Historia
Dawniej w województwie trockim Rzeczypospolitej Obojga Narodów. W czasach zaborów w granicach Imperium Rosyjskiego, w guberni grodzieńskiej. W latach 1921–1939 wieś leżała w Polsce, w województwie białostockim, w powiecie grodzieńskim, w gminie Wiercieliszki.
Według Powszechnego Spisu Ludności z 1921 roku zamieszkiwało tu 119 osób, 15 było wyznania rzymskokatolickiego, 104 prawosławnego. Jednocześnie 15 mieszkańców zadeklarowało polską przynależność narodową, 104 białoruską. Było tu 25 budynków mieszkalnych.
Miejscowość należała do parafii rzymskokatolickiej w i prawosławnej  Grodnie. Podlegała pod Sąd Grodzki i Okręgowy w Grodnie; właściwy urząd pocztowy mieścił się w Grodnie.
W wyniku napaści ZSRR na Polskę we wrześniu 1939 miejscowość znalazła się pod okupacją sowiecką. 2 listopada została włączona do Białoruskiej SRR. 4 grudnia 1939 włączona do nowo utworzonego obwodu białostockiego. Od czerwca 1941 roku pod okupacją niemiecką. 22 lipca 1941 r. włączona w skład okręgu białostockiego III Rzeszy. W 1944 miejscowość została ponownie zajęta przez wojska sowieckie i włączona do obwodu grodzieńskiego Białoruskiej SRR.
Od 1991 wchodzi w skład Białorusi.